# Spartan John-117
Master Chief
Pour les articles homonymes, voir Spartan.
Le Spartan John-117 est un personnage de fiction de l'univers d'Halo. Il est cité parmi les plus grands personnages du jeu vidéo, derrière Mario et Sonic. Electronic Gaming Monthly attribua à John-117 la huitième place du classement des meilleurs personnages de jeu vidéo de l'histoire.
John-117 est l'un des symboles de l'univers Halo le plus présent. Il a été dessiné à l'origine par Marcus Lehto, Rob McLees et Shi Kai Wang
Le Spartan John-117 est également connu sous le nom de son grade marin de major (le titre d'adjudant dans la première version francophone du jeu découle d'une mauvaise traduction), et dans la communauté du jeu vidéo connu sous le nom de Master Chief, abréviation de son grade marin en anglais (pour Master Chief Petty Officer et parfois abrégé MC). C'est un super-soldat appartenant à l'univers d'Halo, créé dans le but de protéger les humains, d'arrêter les rébellions sur les colonies terrestres et d'éliminer la menace covenants. Enfant, il fut enrôlé  pour le projet Spartan-II mené par le Dr Halsey en collaboration avec l'ONI. Il a subi plusieurs transformations chimiques et physiques visant à le rendre plus performant, tant physiquement qu'intellectuellement, dans le but d'en faire un soldat supérieur pour accomplir des missions qu'un simple humain ne pourrait réaliser.
Le personnage est principalement interprété par Steve Downes en version originale, et par David Kruger en version francophone.

## Design
La première apparence de John-117 fut imaginée par Rob McLees et le directeur artistique, Marcus Lehto. Shi Kai Wang réalisa différents concept art du personnage. L'un d'eux fut sélectionné et modélisé en 3D. Quelques modifications furent cependant apportées au concept art initial. L'armure fut changée, notamment par l'ajout d'une antenne, supprimée plus tard lors du développement, et d'une teinte verte.
Le membre de Bungie, Joseph Staten, concéda lors d'une interview qu'avant la création de John-117, Bungie n'avait aucune idée de la façon dont l'immersion dans l'univers d'Halo se ferait.
Steve Downes, l'interprète de la version originale, était un DJ qui n'avait jamais joué au moindre jeu vidéo avant Halo. Martin O'Donnell, le directeur musical de Bungie, avait déjà travaillé avec Downes dans un autre jeu vidéo : Septerra Core, et aurait recommandé le DJ à Bungie.
Steve Downes est rarement apparu dans des événements de Microsoft, Bungie ou 343 Industries. Selon lui, « le visage du Major est dans la tête du joueur. » Lors de ses rares apparitions, il a été toujours vu portant des lunettes de soleil.
Sa personnalité étant plus exploitée dans les romans (ceux-ci étant sortis après Halo CE).  
Il a commencé à être célèbre à la suite de Halo : Combat Evolved. Ensuite Bungie, la société ayant créé le jeu, soutenue par Microsoft, sort Halo 2 en 2004 et Halo 3 en 2007 (sur la nouvelle machine de Microsoft, la Xbox 360) clôturant ainsi la saga du Major. En 2008 sort Halo Wars et Halo 3: ODST, qui ne mentionne en aucun cas John-117, puis dans Halo: Reach en 2010, où il apparaît brièvement dans la campagne (en cryostase) et dans le baptême de feu. Halo 4 est le huitième jeu vidéo de la série Halo. La sortie du jeu a été annoncée officiellement pour le 6 novembre 2012 lors de la conférence de presse Microsoft à l'E3 2011. Durant la conférence, il a été annoncé que Halo 4 serait le premier épisode d'un nouveau cycle Halo nommée The Reclaimer Trilogy (La Saga du Dépositaire).

### Critiques
Le laconisme et la nature de personnage silencieux de ce personnage furent critiqués car ils rendaient le personnage « unidimensionnel et irréel ».[réf. nécessaire]

## Attributs
John-117 possède une très grande force physique, et intellectuelle. Son corps et son esprit ont été améliorés dès son enfance afin de surpasser l'homme et mettre un terme à la guerre qui oppose l'UNSC aux rebelles. Parmi ces améliorations figurent par exemple l'adjonction d'alliages métalliques dans les os.

### Personnalité
John est extrêmement laconique. On peut penser qu'il s'agit d'un caractère en adéquation avec son statut de « Spartan » (Spartiate en anglais). L'expression « laconique » vient du nom Laconie, une région de Grèce située près de la ville de Sparte. Les spartiates avaient la réputation de parler très brièvement. C'est le cas de John, et des autres Spartans.

Steve Downes fit la remarque qu'il trouvait que le caractère de John était similaire à celui de l'acteur Clint Eastwood. Lors d'une interview Podcast, il nota qu'on lui avait laissé une grande liberté pour développer le caractère du personnage qu'il doublait. John ne parle jamais durant les phases où il est contrôlé par le joueur, ce qui en fait un personnage silencieux. Il ne parle que durant des scènes cinématiques, et, comme dit plus haut, de manière très laconique, usant souvent de phrases nominales, mais toujours de manière calme et très posée. Ce caractère détonne avec celui de Cortana, son Intelligence Artificielle qui elle est plus extravertie.

### Apparence
John ne montre jamais son visage dans aucun des jeux Halo. On peut cependant apercevoir ses yeux dans la cinématique de fin de Halo 4 en mode légendaire. 
À la fin de Halo: Combat Evolved et dans la première cinématique de Halo 2, John se retrouve sans casque, mais la caméra se place de façon que son visage ne soit pas visible.
Les artistes créant et développant le personnage ont fait abstraction de son visage. pour permettre au joueur de s'identifier au personnage. Ce modèle de visage anonyme sera repris pour le Bleu dans Halo 3: ODST ou pour Noble 6 dans Halo Reach. Mais il est possible de voir ses yeux légèrement (recouvert par des zones sombres) durant quelques secondes à la fin d'Halo 4, à condition d'avoir fini toute la campagne en légendaire.
Cependant, William Dietz, dans le roman Halo : Parasite, en livre une description brève. Ses cheveux sont coupés court. Sa peau est blanche, car il est engoncé en permanence dans son armure Mjolnir et que sa peau ne reçoit donc jamais la lumière du Soleil. Il aurait également une forte mâchoire et des yeux sérieux. Selon les dates du roman Halo : La Chute de Reach, John est né en 2511 et devrait donc avoir 41 ans, mais vu qu'il a fait beaucoup de voyages en étant cryogénisé, et que ces voyages peuvent durer plusieurs mois, il paraît donc plus jeune.
John mesure 2,18 m et pèse 500 kg avec son armure. Sans, il mesure environ 2,14 m et pèse 130 kg.
Au fil des épisodes, John change de modèle d'armure, conservant tout de même les mêmes couleurs, l'armure en vert olive et la visière orangée. Dans Halo Combat Evolved, John revêt une armure Mjolnir Mark V, dans Halo 2, Halo 3 et Halo 4, il porte cette fois une armure Mjolnir Mark VI. Ces armures font partie intégrante du personnage de John-117, celles-ci lui conférant une protection grâce à leurs boucliers énergétiques et une information sur ses armes et son environnement grâce à l'Affichage Tête Haute du casque.

## Biographie

### La Chute de Reach
John est né à Elysium City, une ville située sur la planète Eridanus 2, colonisée par les humains. À 6 ans, il rencontre le Docteur Catherine Halsey et Jacob Keyes, venus spécialement pour l'étudier. Le Docteur préparait en effet un vaste projet secret pour capturer de jeunes enfants présentant déjà des signes prometteurs afin de s'en servir comme soldats pour l'UNSC. John fut donc enlevé à ses parents et fut remplacé par un clone(qui mourra rapidement à cause de la faible avancée technologique dans le clonage rapide total d'un être humain) envoyé sur Reach, dans la base du SRN (Service des Renseignements de la Navy). Il n'était pas seul, de nombreux autres enfants de son âge avaient également été capturés et amenés sur Reach. Halsey confia les enfants à l'Adjudant Franklin Mendez, un rude éducateur qui les soumit plusieurs fois à de dures épreuves. John, appelé dès lors no 117, se démarqua bien vite des autres enfants. Avec ses deux nouveaux amis, Sam et Kelly, il surmonta les nombreux exercices de l'Adjudant-chef. Par exemple, un jour, une épreuve particulière leur fut imposée : ils devaient s'échapper d'une forêt, avec pour seule indication un morceau de carte topographique de la région. Chaque enfant possédait un morceau de la grande carte, qui leur indiquait le point d'extraction qu'ils devraient rejoindre. La punition pour le dernier arrivé était sévère : il devrait rentrer seul, et à pied, à la base. La distance étant grande entre les deux lieux, le retour aurait été très dangereux. John s'arrangea néanmoins pour que tous les enfants puissent repartir ensemble, quitte à assumer la sanction si un enfant devait nécessairement être sélectionné. Cet exploit lui valut de devenir le chef d'escouade des Spartans, statut qu'il assumera toute sa vie.
Une fois adolescents, les enfants étaient déjà de robustes guerriers capables de tenir tête à des soldats adultes. Halsey jugea le moment venu pour leur faire subir des augmentations physiques, prévues depuis longtemps. Ces augmentations, censées augmenter la masse musculaire, les réflexes, l'acuité ou encore la dureté du squelette, présentaient de nombreux risques, parfois mortels. De nombreux jeunes Spartans périrent lors des opérations, tandis que d'autres furent gravement touchés et durent renoncer définitivement à un poste de soldat sur le terrain. John survécut aux augmentations, mais fut traumatisé par la perte de certains de ses amis.
Après cela, les Spartans survivants accomplirent leur première mission en terrain ennemi : capturer un dissident, le colonel Robert Watts, caché dans une base astéroïdale du système Eridanus Secundus. Avec l'aide de ses amis, John réussit la mission avec brio. Peu après, l'Adjudant Mendez, avec qui les Spartans avaient passé de nombreuses années, leur annonça qu'il partait pour d'autres projets (entraîner la prochaine génération de spartans) et devait donc quitter celui-ci.
Peu après, les Covenants arrivèrent et détruisirent Harvest. Ils commencèrent à attaquer les colonies extérieures de la Terre, sans rencontrer de réelle résistance.
Le Docteur Halsey préparait la nouvelle phase du projet SPARTAN-II : l'armure Mjolnir. Cet équipement solide et résistant fut offert aux Spartans pour accomplir une mission d'envergure, à savoir d'infiltrer un vaisseau Covenant pour le détruire. John et son équipe accomplirent cet exploit que nul n'avait jamais fait. Cependant, son ami de longue date Sam périt, n'ayant pu quitter le vaisseau.
Après quelques missions terrestres contre les Covenants, et notamment une première rencontre mouvementée avec les Hunters, John revient sur Reach avec une grande partie des Spartans pour voir le Docteur Halsey. Cette dernière leur présente le nouveau modèle d'armure Mjolnir, plus puissant et plus pratique que le précédent. De plus, ce nouveau modèle présente une interface neurale permettant d'insérer un périphérique à l'intérieur, comme un disque d'IA ou un support d'images vidéo. John fait la connaissance de Cortana, intelligence artificielle créée par le Docteur Halsey. Cette IA devait servir à John à maîtriser encore plus facilement son armure, qui réagissait directement aux ordres donnés par le cerveau et devenait donc une sorte de seconde peau. Après un premier test en situation de combat pour s'habituer à Cortana, John reçoit une nouvelle mission, confiée à tous les Spartans : pour arrêter la guerre face aux Covenants, le Docteur proposa aux Spartans de voler un vaisseau Covenant, de s'en servir pour rallier leur monde natal, et une fois là bas, de capturer un de leurs chefs, surnommés Hiérarques ou Prophètes et dont les humains ignoraient tout. John accepta cette mission, de même que toute son équipe.
Mais les Covenants attaquèrent Reach avec une immense flotte, réduisant à néant les défenses humaines. Le Pillar of Autumn, vaisseau du capitaine Jacob Keyes, devait emmener les Spartans à la recherche du vaisseau Covenant à capturer, mais dut à la place participer à une bataille perdue d'avance. John envoya l'ensemble de son équipe sur Reach pour protéger les générateurs des Super-CAM, canons de défense orbitaux et seules défenses véritablement efficaces contre les Covenants. Ces derniers, s'en étant rendu compte, avaient envoyé des troupes pour détruire leurs générateurs.
John eut lui une autre mission à remplir. Il emmena deux autres Spartans avec lui et partit vers les docks spatiaux de Reach, afin de localiser et détruire un vaisseau humain, le Circumference, qui contenait des informations capitales sur les coordonnées de la Terre. Cette violation du Protocole Cole devait être punie, et le cristal mémoriel du vaisseau détruit pour empêcher les Covenants de s'en emparer. La mission fut accomplie, bien que des deux Spartans accompagnant John l'un fut porté disparut et l'autre fut gravement blessé. Le Pillar of Autumn, après avoir récupéré John, dut fuir la zone de combat de Reach tout en respectant le Protocole Cole, Cortana qui était connectée au Pillar of Autumn, le dirigea vers des coordonnées décryptées qui avaient été récupérées lors du premier combat entre les Spartans et les Hunters. John fut forcé d'abandonner ses Spartans sur Reach, qu'il savait condamnés à mourir avec la planète.
Le Pillar of Autumn arriva dans un système inconnu, dominé par une géante gazeuse : Threshold. Près d'elle se trouvait une étrange et gigantesque structure en forme d'anneau.

### Halo:Combat Evolved (2001)
À bord du Pillar of Autumn, Jacob Keyes ordonne le réveil de John, qui avait été placé en cryostase. La rééducation se fait dans la précipitation, et est même interrompue par une attaque Covenante. L'ingénieur qui a réveillé John meurt lui-même dans une explosion, après avoir demandé au Spartan de le suivre pour aller voir le capitaine Keyes.
John, désarmé, ne peut participer aux combats, mais parvient sain et sauf sur le pont où Keyes lui demande de quitter le vaisseau avec Cortana, et de la protéger pour empêcher que les précieuses informations qu'elle détient ne tombent dans les mains des Covenants. Keyes donna également un pistolet à John.
Après de nombreux combats pour se frayer un chemin jusqu'aux dernières nacelles de sauvetage, John part vers Halo à bord d'une d'elles.
Le véhicule a un problème d'aérofreins lors de l'entrée en atmosphère (ils se sont sortis trop vite) et s'écrasa violemment, tuant toutes les personnes à bord, à l'exception de John, qui s'empresse de sortir de la carcasse, le crash ayant généré un important flux radio intercepté par une patrouille Covenant proche. John parvient à s'en débarrasser et rallie une position occupée par des soldats, menés par le Sergent Johnson, dont la nacelle s'est écrasée à proximité. Avec ce dernier, John affronte de nombreuses vagues d'assaut Covenantes, jusqu'à l'arrivée d'un Pelican, Echo 419, qui embarque les soldats et dépose un Warthog pour John, chargé de localiser et de sauver les nombreux autres soldats échoués sur Halo. Pendant sa mission, Cortana apprend que Jacob Keyes a été capturé par les Covenants qui l'ont emmené sur leur vaisseau amiral. Après avoir sauvé tous les soldats et embarqué lui-même dans le Pelican, John part vers la base Alpha, quartier général des humains basés sur Halo. Il y discute avec le Commandant Silva, chef de la section parachutiste de l'UNSC : les ODST (en anglais Orbital Drop Shock Troopers pour Troupes de Choc Aéroportées Orbitales). Ce dernier hait les Spartans, mais reconnait que John peut être très utile aux soldats, du fait de son expérience et de ses qualités militaires. John part en mission délivrer Keyes, retenu dans le Truth and Reconciliation.
Après une longue bataille pour rejoindre l’ascenseur gravitationnel, John s'engouffre avec une section entière de soldats à l'intérieur du vaisseau. Commence alors une longue recherche du bloc pénitentiaire où est emprisonné Keyes. Après l'avoir sauvé, John vole un Spirit Covenant (vaisseau de largage et de transport de troupes en forme de U, prédécesseur du Phantom des Halo 2 et 3), afin de rejoindre la base Alpha.
Mais à peine arrivé, Keyes repart, avec Johnson et plusieurs hommes, à la recherche d'une cache d'armes covenante, dont l'existence avait été révélée par un prisonnier Shangheili.
John part à la recherche du Cartographe Silencieux ("Silent Cartographer" en V.O), vaste carte détaillée de Halo située quelque part à sa surface. Il se trouve en fait sur une île, que les humains décident d'attaquer. Après de longs combats, John finit par atteindre le Cartographe Silencieux qu'il active, découvrant le plan complet de l'installation. Cortana repère leur prochain objectif : la Salle de Contrôle, d'où se commande l'activation de l'arme de Halo.
Cette dernière se trouve dans une région enneigée. Foehammer y amène John, qui se charge de forcer le passage jusqu'à la fameuse salle. Il y insère le disque mémoriel de Cortana, qui s'infiltre donc dans le système. L'IA reçoit un intense flux de données et apprend notamment qu'un terrible danger menace Keyes. Elle envoie donc John aller le sauver avant qu'il ne soit trop tard. La cache d'armes se trouve quelque part dans un marécage. John la retrouve et descend au fond du complexe dans un grand ascenseur. Il rencontre peu de Covenants, mais en découvre de nombreux cadavres. Il croise même, au sein du complexe, un jeune soldat en pleine crise de démence. Le soldat ne reconnait pas John et lui tire dessus, tenant des discours incohérents et rendu fou par une intense terreur. John l'abandonne et poursuit sa route.
Le Spartan parvient près d'une porte fermée. Lorsqu'il l'ouvre, un cadavre humain du nom de Mendoza tombe dans les bras de John. La pièce où il se trouvait est vaste, le sol est ensanglanté et recouvert de douilles d'armes à feu. John comprend qu'un terrible combat a eu lieu dans ce lieu, et se met en position. Il trouve au sol un casque appartenant à un certain Wallace A. Jenkins. John récupère la puce mémoire de la caméra, l'insère dans son casque et visionne les derniers moments enregistrés. Jenkins est un soldat de la section de Johnson, qui a accompagné Keyes dans la prétendue cache d'armes. La découverte d'un cadavre de Shangheili mutilé, la poitrine ouverte surprend Keyes, d'autant qu'aucun humain n'avait pénétré dans cette pièce avant. John avance la vidéo et tombe sur la dernière scène, qui montre un combat entre les soldats et d'étranges petites créatures, dans la salle où le Spartan se trouve alors.
Retirant la vidéo de son casque, il se met en position de combat et attend l'arrivée des créatures. Ces dernières ne se font pas attendre et pénètrent par plusieurs dizaines dans la pièce, forçant des portes. John les élimine assez facilement malgré leur nombre. De nouvelles créatures apparaissent, évoquant un Shangheili au corps muté. Plus tard, John rencontre encore d'autres organismes, dont l'apparence évoque un humain mutilé. Il comprend alors que l'apparence n'est pas qu'une impression, et qu'il s'agit bien de Shangheili et d'humains mutés. Les petites créatures sont des parasites qui s'emparent et contrôlent le corps de ses hôtes, le parasite les contrôlant même si les hôtes sont déjà morts.
Après de nombreux combats, John parvient enfin à s'échapper du complexe, et croise à la sortie des soldats qui ont réussi eux aussi à s'échapper. En ressortant dans le marécage, John croise à nouveau les petits parasites, qui se mettent à attaquer les soldats. Soudain, d'étranges robots volants arrivent et attaquent les parasites. Leurs lasers incinèrent les petites créatures. Une machine apparaît, différente des autres robots, et s'adresse à John. Elle dit se nommer 343 Guilty Spark et nomme John « Dépositaire » ("Reclaimer" en V.O), lui parle d'une procédure de confinement et le téléporte avec lui loin de la jungle. Apres cette téléportation John suivit la machine dans la "Bibliothèque" endroit où est gardée l'index (clé d'activation d'halo) le spartan le récupéra à la fin de la mission, après avoir monté plusieurs étages avec des grands ascenseurs, traversé 10 énormes portes  et combattu beaucoup de parasites tout en étant aidé des machines volantes, les « sentinelles ». L'index en possession du super-soldat, 343 Guilty Spark se téléporta avec John au centre de contrôle d'halo pour l'activer, le protocole du Monitor ne lui permettant pas d'effectuer la tâche de réunification de l'index et du noyau, mais lors du processus d'activation, Cortana qui avait passé les douze dernières heures enfermée, la stoppa et s'empara de l'index. Cortana expliqua au Major qu'en fait l'anneau Halo est une gigantesque arme de la dernière chance construite par les Forerunners pour débarrasser la galaxie de toute vie pensante ou du moins de vie disposant d'assez de biomasse pour entretenir le Parasite dans un rayon de 25 000 années-lumière et ainsi affamer le parasite qui ne pourra plus se nourrir des corps des humains ou des extraterrestres de l'alliance Covenante. Le major comprenant la situation récupéra Cortana tandis que le Monitor 343 envoya ses sentinelles à l'attaque du Spartan pour récupérer Cortana et ainsi, l'index. John et Cortana s'échappèrent de la salle de contrôle pendant que Cortana expliqua qu'il leur fallait détruire Halo grâce à une explosion à grande échelle créée en faisant exploser les réacteurs à fusion du Pillar of Autumn. Dehors, Cortana expliqua que la machinerie du canyon où ils se trouvaient était les mécanismes principaux du système de tir d'Halo, qui consiste en trois générateurs d'impulsion de phase qui amplifient le signal d'Halo et lui permet de tirer très loin dans l'espace. John désactiva les trois générateurs en utilisant à chaque fois une impulsion électromagnétique crée en sacrifiant momentanément le bouclier de l'amure Mjolnir, à la fin de la mission Cortana téléporta John. 
Le spartan et l’intelligence artificielle arrivèrent donc dans un croiseur Convenant infesté et endommagé par le Parasite, qui est en train de le réparer et s'en servir pour s'échapper d'Halo. Les Covenants, terrifiés à cette idée ont envoyé une équipe de choc pour neutraliser le Parasite, réparer leur vaisseau pour un départ immédiat. Cortana capta le signal du capitaine Keyes et remarqua qu'il était toujours vivant et que ses implants neuraux étaient intacts, John se fraya un chemin à travers les Covenants et le Parasite pour arriver jusqu'à l'endroit où était retenu le capitaine. Malheureusement il était déjà trop tard car il avait été infecté par le Parasite, le major récupéra alors les implants neuraux du capitaine Keyes afin d'activer les réacteurs du Pillar of Autumn. 
Le spartan utilisa alors un Banshee pour rejoindre le vaisseau humain et se dirigea en se frayant un chemin entre les sentinelles, le Parasite et les covenants pour rejoindre la passerelle du vaisseau et activer un compte à rebours pour détruire les réacteurs et ainsi l'anneau Halo. Mais le Monitor refit surface et interrompit le compte à rebours, après avoir repoussé une attaque des sentinelles John se dirigea vers les moteurs à fusion du vaisseau. Le Major devait exploser les moteurs pour qu'une réaction en chaîne se déroule pour détruire Halo. 
Les moteurs détruits, le major devait fuir Halo en étant sauvé par Echo 419,qu'il devait rejoindre en Warthog en suivant la structure dorsale du vaisseau. Arrivé au point de rendez-vous le Major et Cortana virent qu'Echo 419 était attaquée par deux banshee coventants, malheureusement les banshees tuèrent Echo 419 et comme le Major n'avait plus de moyen de s'enfuir, Cortana en trouva un. Cortana trouva qu'il restait un chasseur Longsword dans le hangar 7, John conduisit jusqu'à ce vaisseau et l'utilisa pour s'enfuir d'Halo. Peu après son décollage, l'anneau explosa et le Major se retrouva seul avec Cortana, scène pendant laquelle le Major enleva son casque. Ainsi se termine Halo : Combat Evolved.

## Impact et réception médiatique

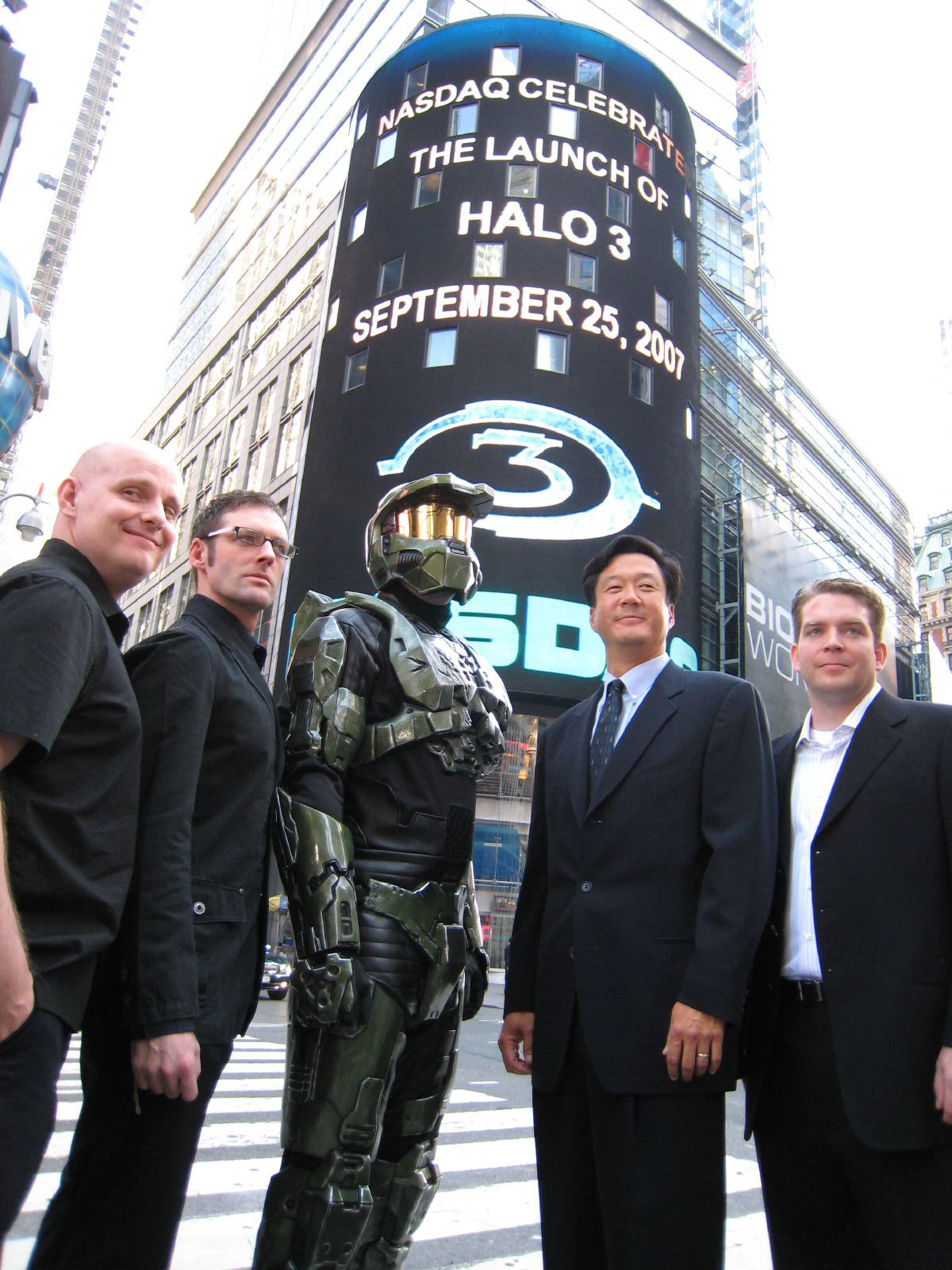
Acteur déguisé en John-117 pour célébrer la sortie de Halo 3 devant le NASDAQ de New York.

### Produits dérivés
Le Major apparaît sur de nombreux et divers produits dérivés, allant du tee-shirt aux manettes Xbox 360 et Xbox One en passant par des canettes de soda. Parmi ces produits figurent aussi des figurines articulées dont les plus récentes sont fabriquées par McFarlane Toys. La société One2One collectibles a produit un buste du Major à l'échelle 1:2. Cette variété de produits dérivés a été qualifiée de nécessaire pour la franchise Halo. Ed Ventura, le directeur marketing mondial de la Xbox a dit à ce propos, «Nous voulons être dans le cœur et l'esprit de nos fans aussi souvent que nous le pouvons.»

### Réception
Dans un article du Time, Lev Grossman décrit le Major comme une nouvelle sorte de célébrité pour un millénaire nouveau et profondément bizarre et de symbole de la légitimité croissante de jeux vidéo comme une forme d'art. Le quotidien Australien The Sydney Morning Herald décrit simplement John-117 d'«iconique». La reconnaissance du personnage s'est étendue à la culture courante.